# Alpocalypse
 (mai 2017).
Si vous disposez d'ouvrages ou d'articles de référence ou si vous connaissez des sites web de qualité traitant du thème abordé ici, merci de compléter l'article en donnant les références utiles à sa vérifiabilité et en les liant à la section « Notes et références ».
Albums de "Weird Al" Yankovic
Straight Outta Lynwood
(2006) Mandatory Fun
(2014)
Singles
1. Whatever You Like
Sortie : 8 octobre 2008
2. Craigslist
Sortie : 16 juin 2009
3. Skipper Dan
Sortie : 13 juillet 2009
4. Ringtone
Sortie : 25 août 2009
5. Perform This Way
Sortie : 25 avril 2011

Alpocalypse est le treizième album du chanteur et parodiste américain « Weird Al » Yankovic, sorti en 2011.
Il contient un « medley polka » intitulé Polka Face, dans lequel il reprend notamment Baby de Justin Bieber, Poker Face de Lady Gaga, ou encore Womanizer de Britney Spears.

## Présentation
Alpocalypse est le septième album studio autoproduit par Yankovic. Les styles musicaux des morceaux sont construits autour de parodies et pastiches de musique pop et rock de la fin des années 2000 et début 2010.
Le premier single de l'album, Whatever You Like, est lancé près de deux ans et demi avant la sortie de l'album et il atteint la 104e place du Billboard Hot 100. Le dernier single, Perform This Way, est diffusé numériquement le 25 avril 2011, mais n'obtient pas un grand succès.
Avant la sortie d'Alpocalypse, Yankovic publie l'EP Internet Leaks (2009) qui lui permet d'expérimenter l'utilisation d'Internet comme moyen de diffusion de la musique de manière efficace et en temps opportun. Toutes les pistes publiées sur Internet Leaks seront plus tard rééditées sur Alpocalypse.
L'album est précédé d'une légère controverse après qu'Yankovic ait cherché la permission de Lady Gaga pour enregistrer une parodie de sa chanson Born This Way. Yankovic enregistre la parodie, mais en raison d'une erreur de communication, il est presque obligé de l'exclure de l'album.
Yankovic produit une vidéo musicale pour chacune des chansons du disque.
Une édition deluxe du CD paraît ultérieurement, comprenant toutes ces vidéos musicales, sauf celles de Perform This Way et Polka Face. Yankovic publie ensuite Alpocalypse HD, une version Blu-ray qui contient les 12 clips de l'album ainsi que trois vidéos de son album précédent, Straight Outta Lynwood (2006).
Alpocalypse reçoit des critiques pour la plupart positives et est nommé pour le Grammy Award 2011 du meilleur album de comédie.
L'album culmine à la 9e place du Billboard 200, en faisant, à l'époque, l'album le plus important de Yankovic.

## Liste des titres
La liste des pistes de l'album est révélée sur le site officiel de Yankovic le 27 avril 2011.

### DVD et Blu-ray
| Deluxe Version (DVD, 21 juin 2011) | Deluxe Version (DVD, 21 juin 2011) | Deluxe Version (DVD, 21 juin 2011) | Deluxe Version (DVD, 21 juin 2011) | Deluxe Version (DVD, 21 juin 2011) | Deluxe Version (DVD, 21 juin 2011) | Deluxe Version (DVD, 21 juin 2011) | Deluxe Version (DVD, 21 juin 2011) | Deluxe Version (DVD, 21 juin 2011) | Deluxe Version (DVD, 21 juin 2011) |
| No                                 | Titre                              | Durée                              |                                    |                                    |                                    |                                    |                                    |                                    |                                    |
| ---------------------------------- | ---------------------------------- | ---------------------------------- | ---------------------------------- | ---------------------------------- | ---------------------------------- | ---------------------------------- | ---------------------------------- | ---------------------------------- | ---------------------------------- |
| 1.                                 | CNR                                | 2:52                               |                                    |                                    |                                    |                                    |                                    |                                    |                                    |
| 2.                                 | TMZ                                | 3:37                               |                                    |                                    |                                    |                                    |                                    |                                    |                                    |
| 3.                                 | Skipper Dan                        | 3:45                               |                                    |                                    |                                    |                                    |                                    |                                    |                                    |
| 4.                                 | Craigslist                         | 4:55                               |                                    |                                    |                                    |                                    |                                    |                                    |                                    |
| 5.                                 | Party in the CIA                   | 2:24                               |                                    |                                    |                                    |                                    |                                    |                                    |                                    |
| 6.                                 | Ringtone                           | 3:39                               |                                    |                                    |                                    |                                    |                                    |                                    |                                    |
| 7.                                 | Another Tattoo                     | 3:01                               |                                    |                                    |                                    |                                    |                                    |                                    |                                    |
| 8.                                 | If That Isn’t Love                 | 3:39                               |                                    |                                    |                                    |                                    |                                    |                                    |                                    |
| 9.                                 | Whatever You Like                  | 3:57                               |                                    |                                    |                                    |                                    |                                    |                                    |                                    |
| 10.                                | Stop Forwarding That Crap to Me    | 6:13                               |                                    |                                    |                                    |                                    |                                    |                                    |                                    |
| 38:01                              |                                    |                                    |                                    |                                    |                                    |                                    |                                    |                                    |                                    |

| 1.  | Perform This Way               |  |
| 2.  | CNR                            |  |
| 3.  | TMZ                            |  |
| 4.  | Skipper Dan                    |  |
| 5.  | Polka Face                     |  |
| 6.  | Craigslist                     |  |
| 7.  | Party in the CIA               |  |
| 8.  | Ringtone                       |  |
| 9.  | Another Tattoo                 |  |
| 10. | If That Isn't Love             |  |
| 11. | Whatever You Like              |  |
| 12. | Stop Forwarding The Crap To Me |  |
|     | 'Vidéos bonus'                 |  |
| 13. | White and Nerdy                |  |
| 14. | Do I Creep You Out?            |  |
| 15. | Trapped in the Drive-Thru      |  |